# Mompha lacteella
Mompha lacteella ist ein Schmetterling (Nachtfalter) aus der Familie der Fransenmotten (Momphidae).

## Merkmale
Die Falter erreichen eine Flügelspannweite von 11 bis 13 Millimeter. Der Kopf ist beige, das dritte Segment der Labialpalpen hat braune Median- und Subapikalringe. Der Thorax und die Tegulae sind beige. Die Vorderflügel sind grauschwarz und haben einige große, unregelmäßige, orangebraune Striche und einige weiße Flecke. An der Flügelbasis befindet sich ein großer beiger Fleck am Flügelinnenrand. Er hat die gleiche Färbung wie der Thorax und ist von Büscheln abstehender Schuppen auf der Costalfalte und nahe dem Flügelinnenrand umgeben. Große Büschel abstehender schwarzer Schuppen sind vor der Mitte und unterhalb der Costalfalte vorhanden. Ein weißer Costalfleck befindet sich bei 3/4 der Vorderflügellänge. Gegenüber am Flügelinnenrand befindet sich ein weißer Fleck, der distal mit abstehenden Schuppen versehen ist. Der Apikalbereich ist grauschwarz, einige weiße Striche reichen in die Fransenschuppen hinein. Die Hinterflügel glänzen dunkelgrau.
Bei den Männchen ist der Cucullus etwa fünfmal so lang wie breit. Der Sacculus ist ziemlich schlank und so lang wie der Cucullus. Er verjüngt sich leicht zu einem stumpfen Apex. Der Gnathos ist schwach dreieckig. Die Anellus-Lappen sind mehr als halb so lang wie der Aedeagus und distal geweitet und gelappt. Der Aedeagus ist mit zwei Cornuti versehen; einer ist lang und sehr schlank, der zweite ist kurz und gabelförmig.
Bei den Weibchen unterscheidet sich die Genitalarmatur von Mompha ochraceella durch die breite und nahezu quadratische Lamella antevaginalis, die umgekehrt V-förmige Lamella postvaginalis und die beträchtliche Sklerotisierung im vorderen Teil des Ductus bursae.

### Ähnliche Arten
Eine ähnliche Art ist Mompha propinquella, diese unterscheidet sich von M. lacteella durch den weißen Kopf und den weißen Thorax sowie durch die weiße Basis auf der Vorderflügeloberseite.

## Verbreitung
Mit Ausnahme des äußersten Südens ist die Art in Europa weit verbreitet. Im Osten reicht das Verbreitungsgebiet über Kleinasien, den Kaukasus, den Osten Transkaukasiens und über den Süden Sibiriens bis in den Russischen Fernen Osten.

## Biologie
Die Raupen entwickeln sich an Zottigem Weidenröschen (Epilobium hirsutum) und Berg-Weidenröschen (Epilobium montanum). Zwischen März und April fertigen die Raupen in einem der unteren Blätter eine große Platzmine an, die den größten Teil des Blattes umfasst. Die Raupen wechseln normalerweise in eine neue Mine. Der Raupenkot hat die Form relativ großer schwarzer Körnchen und ist entweder über die Platzmine verteilt oder in deren Mitte konzentriert. Die Falter fliegen von Mitte Juni bis Ende Juli, nach anderen Quellen von Mai bis August. Die Falter kommen ans Licht.

## Systematik
Aus der Literatur sind folgende Synonyme bekannt:
- Anacampsis lacteella Stephens, 1834
- Elachista basipallidella Stainton, 1849
- Elachista gibbiferella Zeller, 1839
- Elchista propinquella Stainton, 1851
- Laverna paludicolella Doubleday 1859